# Baghdati
Baghdati (georgiska: ბაღდათი) är en stad i Imeretien i västra Georgien. Den är belägen 100 km väster om huvudstaden Tbilisi. Baghdati ligger 251 meter över havet och antalet invånare är 3 707.
Mellan år 1940 och 1990 hette staden Majakovskij, efter den ryske poeten Vladimir Majakovskij, som föddes i staden. År 1940 invigdes ett Majakovskij-museum i hans barndomshem.

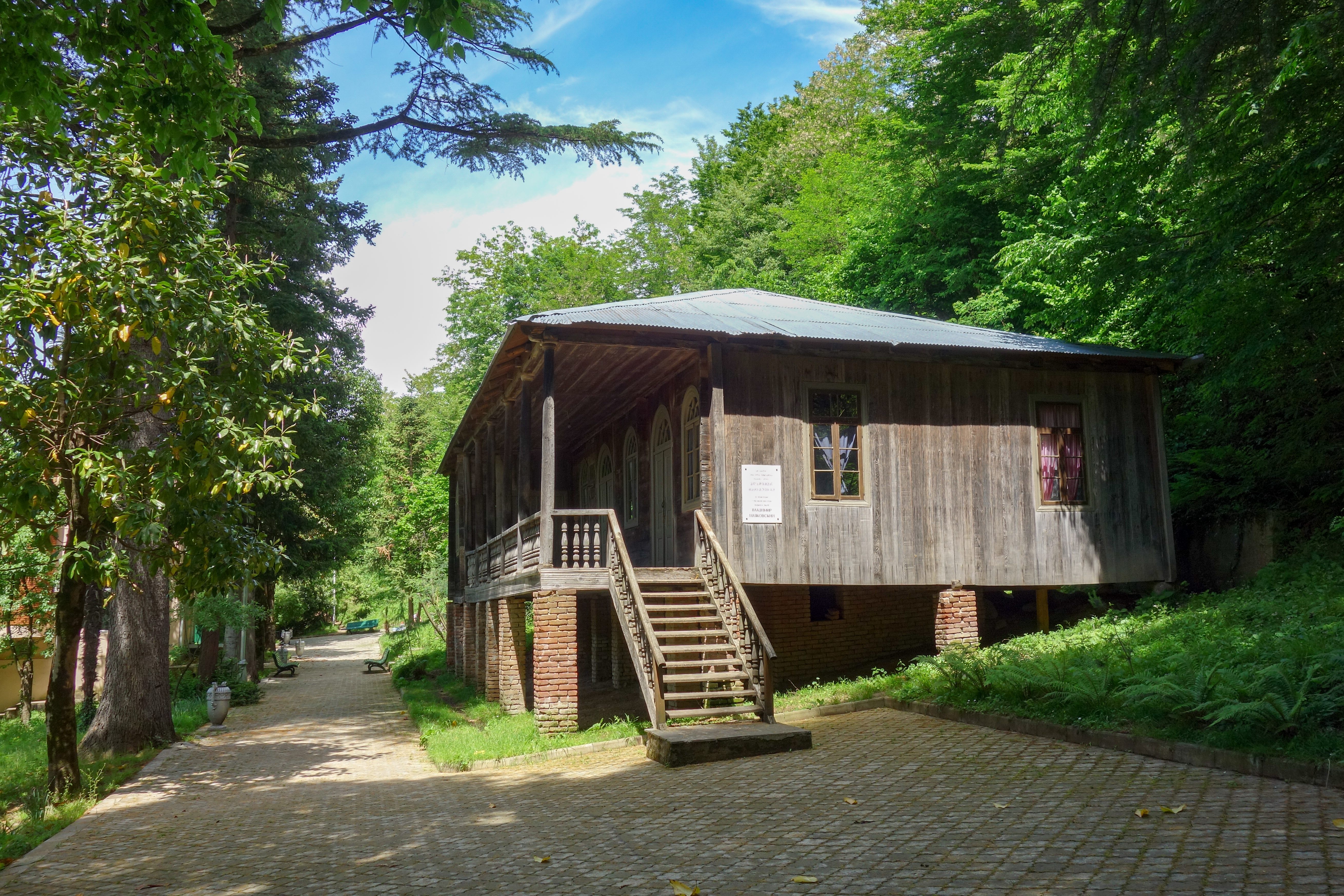
Majakovskijs barndomshem rymmer ett museum över poeten.

## Geografi
Terrängen runt Baghdati är platt åt sydväst, men åt nordost är den kuperad. Runt Baghdati är det ganska tätbefolkat, med 60 invånare per kvadratkilometer. Närmaste större samhälle är Kutaisi, 19,9 km nordväst om Baghdati. Trakten runt Baghdati består till största delen av jordbruksmark.
Klimatet i området är fuktigt och subtropiskt. Årsmedeltemperaturen i trakten är 13 °C. Den varmaste månaden är juli, då medeltemperaturen är 24 °C, och den kallaste är januari, med 0 °C. Genomsnittlig årsnederbörd är 829 millimeter. Den regnigaste månaden är maj, med i genomsnitt 100 mm nederbörd, och den torraste är augusti, med 33 mm nederbörd.